# Asplenium kassneri
Asplenium kassneri är en svartbräkenväxtart som beskrevs av Georg Hans Emmo Wolfgang Hieronymus. Asplenium kassneri ingår i släktet Asplenium och familjen Aspleniaceae. Inga underarter finns listade.